# Everything I Never Told You
Everything I Never Told You (Tudo o que Nunca Contei, no Brasil, e Tudo o que Ficou por Dizer, em Portugal) é o romance de estreia da escritora americana Celeste Ng, sobre a vida de uma família sino-americana de uma pequena cidade do estado de Ohio, depois da filha favorita da família, Lydia Lee, ser encontrada morta num lago da cidade. Em 2014, entrou para a lista de melhores livros pela Amazon e outros veículos, e ficou por 47 semanas na lista dos mais vendidos da New York Times, vendendo mais de 1.5 milhão de cópias no mundo todo.
No Brasil, o romance foi lançado em 2017 pela editora Intrínseca.

## Enredo
Na manhã de um dia de primavera de 1977, Lydia Lee não aparece para tomar café. Mais tarde, seu corpo é encontrado em um lago de uma cidade de Ohio a que ela e sua família sino-americana nunca se adaptaram muito bem. Quem ou o que fez com que Lydia - uma estudante promissora de 16 anos, adorada pelos pais - fugisse de casa e se aventurasse em um bote tarde da noite, mesmo tendo pavor de água e sem saber nadar? À medida que a polícia tenta desvendar o caso do desaparecimento, os familiares de Lydia descobrem que mal a conheciam. E a resposta surpreendente, assim como o corpo da garota, está muito abaixo da superfície.

## Adaptação
Em janeiro de 2019, a autora noticiou pelo Twitter que o livro seria adaptado para filme com a atriz Julia Roberts no papel de Marilyn, mãe de Lydia Lee. Na época, os direitos do livro foram adquiridos pela LD Entertainment. O produtor indicado ao Oscar, Michael De Luca estava ligado ao projeto junto com Julie Cox.

Entretanto, em maio de 2020, a revista Variety anunciou que os direitos do romance foram comprados pela Annapurna Television, com o planejamento de desenvolvê-lo em uma série limitada, assim como foi com a série Little Fires Everywhere, o drama de Reese Witherspoon e Kerry Washington baseado no romance de mesmo nome.